# ライアン・ヒューストン
ライアン・ヒューストン（Ryan Kristopher Houston, 1979年9月22日 - ）は、アメリカ合衆国のプロ野球選手（投手）。右投右打。フロリダ州ペンサコーラ出身。

## 経歴
1998年のドラフトでトロント・ブルージェイズから31巡目指名を受けてプロ入り、2006年はAAAで46試合、2勝4敗、防御率3.68。2007年はトロント・ブルージェイズの開幕40人ロースター入りを果たした。2007年12月11日にルール5ドラフトでヒューストン・アストロズへ移籍。
2012年までマイナーリーグでプレーしたがメジャーで登板することはなかった。